# Ayacucho (Buenos Aires)
Ayacucho è una località della provincia di Buenos Aires, in Argentina. La località è il capoluogo amministravo del Partido di Ayacucho.